# Paragould
Paragould è una località degli Stati Uniti d'America, capoluogo della contea di Greene, nello Stato dell'Arkansas.